# Abby Lee Brazil
Abby Lee Brazil (Belo Horizonte, Minas Gerais; 8 de septiembre de 1989) es una actriz pornográfica, modelo erótica y bailarina brasileña.

## Biografía
Nació en la capital del estado brasileño de Minas Gerais en septiembre de 1989. Comenzó su carrera como actriz en la industria en su país natal en 2014, cuando contaba 25 años, trasladándose poco después hasta Los Ángeles (Estados Unidos), para continuar progresando en la misma y trabajar también como modelo y bailarina en diversos clubes.
Como actriz, ha trabajado con estudios como Naughty America, Reality Kings, Evil Angel, Bangbros, Wicked, 21Sextury, New Sensations, Brazzers, Hard X, Mofos, Sweetheart Video, Girlfriends Films, Twistys, Cherry Pimps o Girlsway, entre otros.
En 2016 recibió sus primeras nominaciones en el circuito profesional de la industria, destacando por conseguir el reconocimiento en los Premios AVN en la categoría de Mejor escena de sexo POV de sexo por Manuel’s Fucking POV 4, mientras que en los Premios XBIZ fue nominada a la Mejor escena de sexo en película gonzo por Nutz About Butz 2.
Volvió a ser nominada en los AVN en 2017 a la Mejor escena de sexo en realidad virtual por 3 Horny Girls. En 2020 fue nominada en los Premios XBIZ en la categoría de Mejor escena de sexo en realidad virtual por Grills Gone Wild.
Ha rodado más de 230 películas como actriz.
Algunos trabajos suyos fueron Axel Braun's Sole Mates, Boss Bang, Caught Watching, Full Anal Service 2, In the Booty, Latina Anal Stars, Masseuse 9, Pervs On Patrol 27, Real Auditions, Slut Hotel o Tales of Psycho Sluts 2.

## Premios y nominaciones
| Año  | Ceremonia    | Resultado | Premio                                   | Trabajo                |
| ---- | ------------ | --------- | ---------------------------------------- | ---------------------- |
| 2016 | Premios AVN  | Nominada  | Mejor escena de sexo POV de sexo         | Manuel’s Fucking POV 4 |
| 2016 | Premios AVN  | Nominada  | Premio fan: Mejores pechos               | —                      |
| 2016 | Premios XBIZ | Nominada  | Mejor escena de sexo en película gonzo   | Nutz About Butz 2      |
| 2017 | Premios AVN  | Nominada  | Mejor escena de sexo en realidad virtual | 3 Horny Girls          |
| 2020 | Premios XBIZ | Nominada  | Mejor escena de sexo en realidad virtual | Grills Gone Wild       |